# Vartsalansaari
Vartsalansaari är en ö i Finland. Den ligger i Skärgårdshavet och i kommunen Salo i den ekonomiska regionen  Salo i landskapet Egentliga Finland, i den sydvästra delen av landet. Ön ligger omkring 42 kilometer öster om Åbo och omkring 110 kilometer väster om Helsingfors.
Öns area är 3,29 kvadratkilometer och dess största längd är 3,7 kilometer i sydväst-nordöstlig riktning. Ön höjer sig omkring 75 meter över havsytan. I omgivningarna runt Vartsalansaari växer i huvudsak barrskog.